# Izard County
Izard County är ett administrativt område i delstaten Arkansas, USA. År 2010 hade countyt 13 696 invånare. Den administrativa huvudorten (county seat) är Melbourne. 

## Geografi
Enligt United States Census Bureau har countyt en total area på 1 513 km². 1504 km² av den arean är land och 9 km² är vatten. 

### Angränsande countyn
- Fulton County - nord
- Sharp County - öst
- Independence County - sydöst
- Stone County - sydväst
- Baxter County - nordväst